# Betchaidelle Ngombele
Betchaïdelle Ngombele (født 23. april 2004 i Brazzaville) er en congolesisk håndboldspiller, som spiller for den slovenske klub Krim og det congolesiske landshold. Hun har tidligere spillet for den congolesiske klub CARA Brazzaville .
Hun blev udvalgt til at repræsentere Republikken Congo under håndbold-VM 2021 i Spanien.